# Églises Vladimirski
Les églises Vladimirski ou ensemble des églises Vladimirski (en russe : Владимирские церкви) ou églises Notre-Dame de Vladimir sont deux églises de Vologda construites en pierre durant les années 1684—1689 (l'église chauffée de l'archange Gabriel et son clocher) et en 1759—1764 (l'église non-chauffée Vladimirski). Elles se trouvent dans la rue d'Octobre, 46 et 46а, dans le raïon historique de Verkhni possad de la ville. Elles forment ensemble un complexe architectural qui est protégé au niveau fédéral comme héritage culturel architectural .

## Histoire
La date précise de construction de la première église n'est pas connue avec précision. Une inscription sur l'icône de la Vierge Marie de l'église témoigne qu'en 1549 l'église en bois existait déjà et selon les archives conservées dans l'église sa construction remonte à l'époque d'Ivan le Terrible,. On sait également qu'au XIVe siècle-XVe siècle Vologda était divisée en trois parties sur le plan ecclésiastique qui dépendaient pour la première de Moscou et comprenait les églises Vladimirski ; la deuxième avec l'église de la Dormition du Monastère Gorne-Ouspenski dépendait de Veliki Novgorod et la troisième comprenant l'église des Myrrhophores dépendait de Rostov Veliki.

### Dédicace
L'icône de Notre-Dame de Vladimir est l'une des plus vénérées de Russie. Elle appartient au type éléousa ou oumilénie et est le symbole de l'amour et de la tendresse de la Vierge pour son enfant dont elle connaît le sacrifice auquel il est destiné. Elle est également le signe de son intercession pour tous les hommes. Son image fusionne en Russie avec l'archétype de l'image terre-mère,.
Sous le règne d'Ivan le Terrible, la vénération pour cette icône de Notre-Dame de Vladimir atteint son apogée.
Quant à Gabriel c'est un des archanges dans le Nouveau Testament et dans l'Ancien Testament. Il est porteur de l'annonce de la naissance du Christ à la Vierge Marie qui est fêtée lors de l'Annonciation.

## Architecture

### Église chauffée Vladimirski ou de l'Archange Gabriel
L'église chauffée de Vladimirski (ou de l'Archange Gabriel) est construite de 1684 à 1689 dans le style ouzorotché. Selon la volonté du ktitor Gavriil Fetiev, l'église avait deux chatiors malgré l'interdiction d'en construire édictée par patriarche Nikon qui voulait revoir des églises à bulbes et dômes uniquement. Georges Loukomski signale que les chatiors étaient en bois. Ce type d'église à deux pentes de toits est représentatif de plusieurs églises du milieu du XVIIe siècle et est réalisé sous l'influence de l'architecture de la capitale de style ouzorotché. Le fait de construire deux chatiors sur de telles églises n'avait pas de signification en soi, mais était considéré simplement comme plus décoratif.

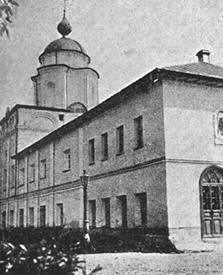
Église chauffée Vladimirski, vue du nord-ouest, photo 1914.
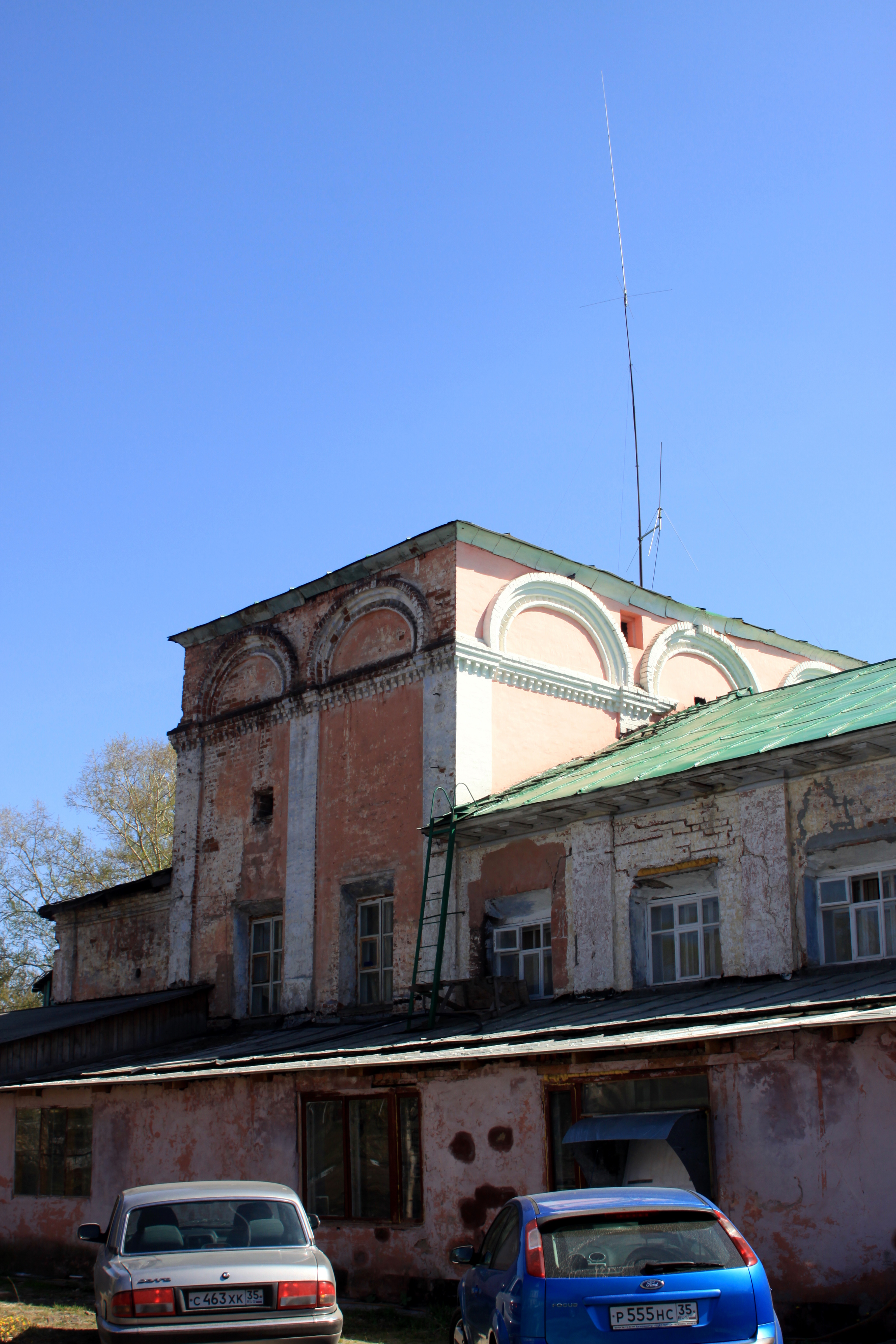
Église chauffée Vladimirski, vue du nord-ouest, photo 2009.
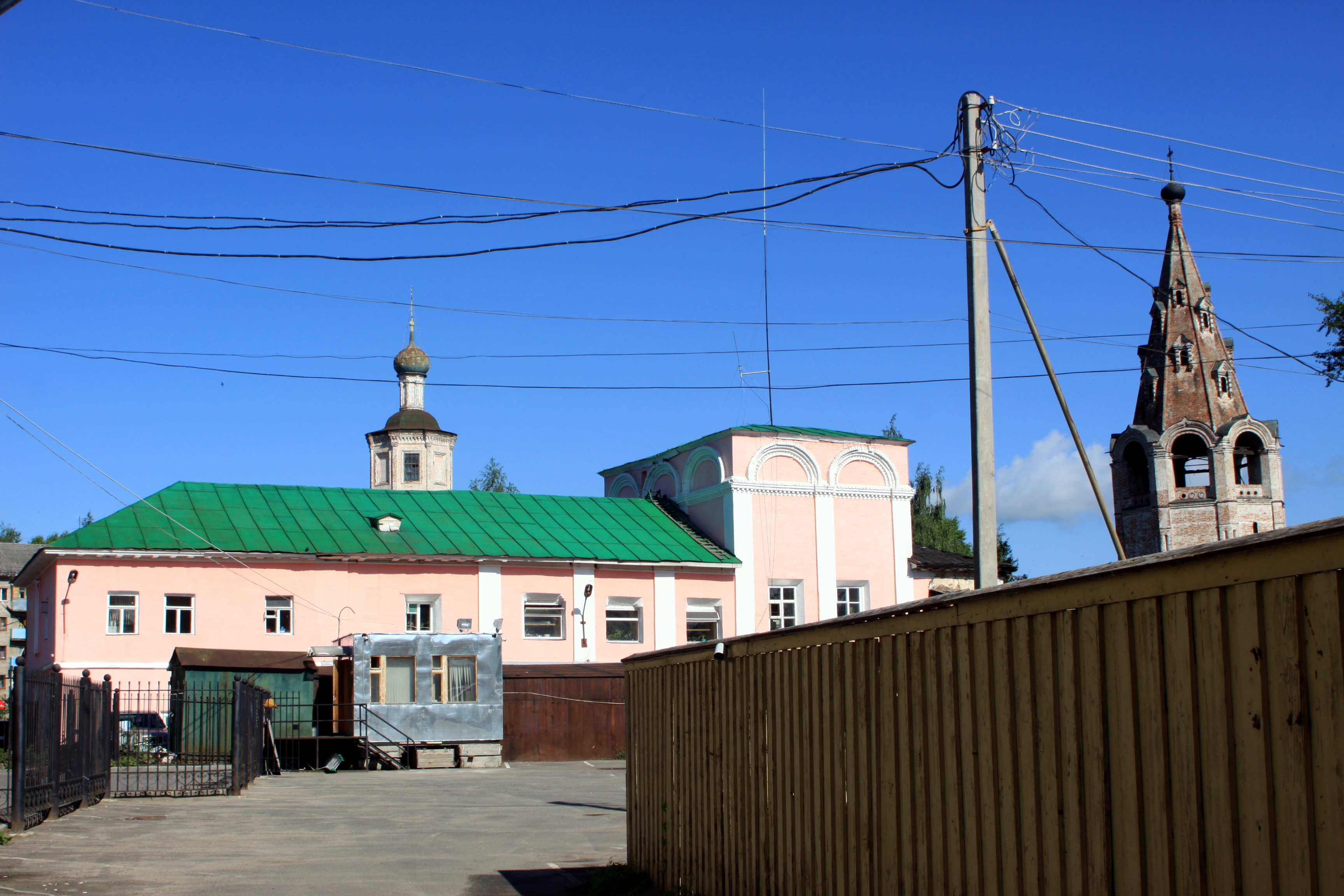
Église chauffée Vladimirski, vue du sud. 2009.

### Le clocher
Le clocher, séparé avec son chatior de l'église chauffée Vladimirski, a été construit en même temps que le clocher de la Cathédrale Sainte-Sophie de Vologda.
Sa base est rectangulaire, munie d'arcatures à l'entrée sur lequel sont posés des piliers en une forme d'octogone et qui sont surmontés par un niveau d' arcades ouvertes où sont disposées les cloches. Pour le calcul des différents dimensions les proportions du nombre d'or sont respectées. La base rectangulaire du clocher est garnie à ses coins de lésènes et d'une ceinture de carreaux de faïence polychromés dont une partie a disparu. De même la partie octogonale est également garnie de lésènes décorés de kiots garnis de carreaux. Le niveau où sont disposées les cloches est garni d'archivoltes au-dessus des arcades. Le clocher disposait de quatorze cloches. La plus grosse pesait 200 pouds soir 3 276 kilogrammes. Sur la partie supérieure de la plus lourde étaient inscrits ces mots : « L'été 7193 cette cloche sera suspendue à l'église de Notre-Dame de Vladimirski à Vologda à la demande de Gabriel Martynov, fils de Fetiev, pour son âme et son souvenir éternel ; et son poids est de 200 pouds. » Sur le bord inférieur de la cloche figure cette inscription en latin : « me fecit Lubeck, anno 1685 ».
Le clocher est couvert d'un puissant chatior couvert de petites fenêtres garnies de frontons et au pied desquelles sont disposés des kokochniks.

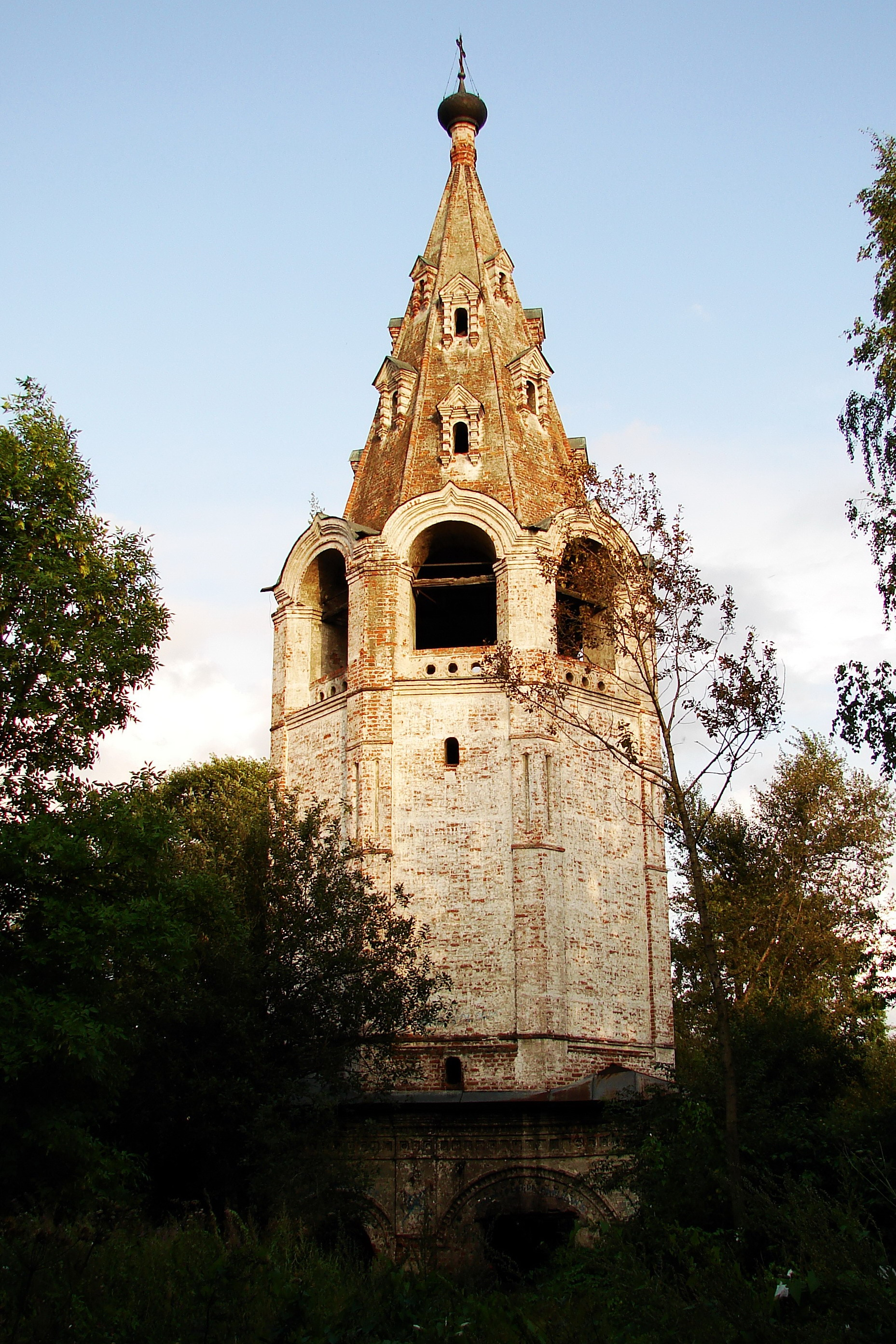
Clocher vu du côté nord.
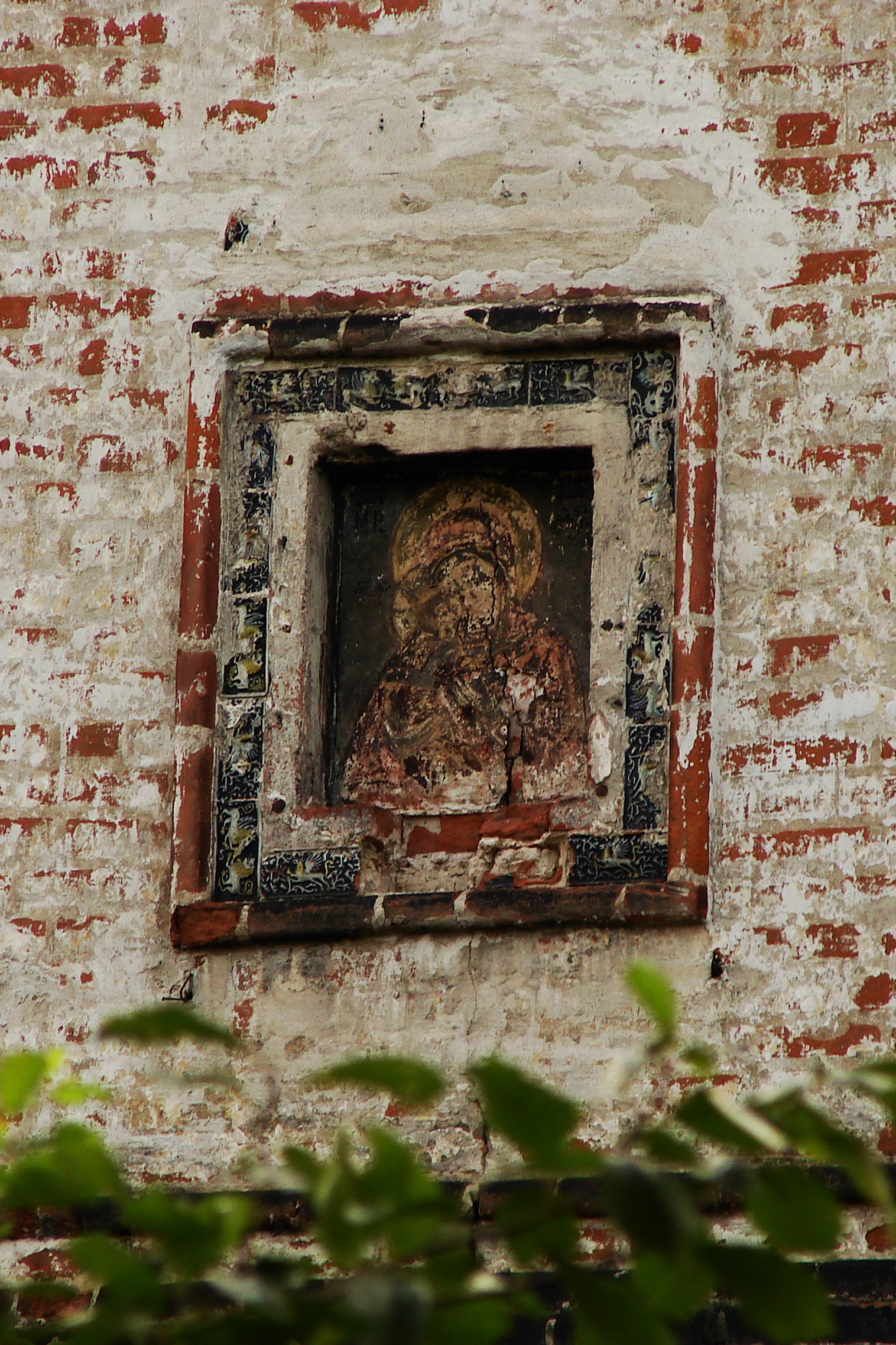
Kiot carrelé sur le côté sud du clocher.
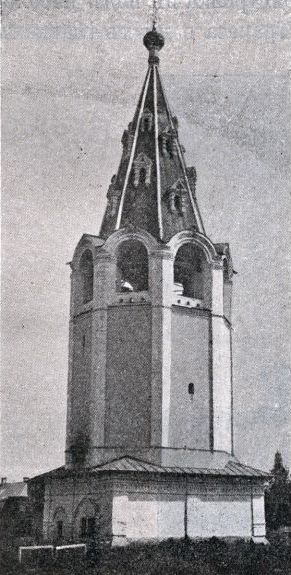
Le clocher en 1914.

### Église Vladimirski non-chauffée
L'église froide est divisée en trois parties : l'autel, le naos et la trapeznaïa. L'autel est séparé du naos par une rangée d'autels en pierre disposant de trois ouvertures vers les portes royales, vers la sacristie , vers l'autel. Trois arcs séparent la trapeznaïa de la partie principale de l'édifice.
La composition volumétrique de l'édifice est dominée par le type architectural du Nord russe au milieu du XVIIIe siècle. Les éléments typiques de celui-ci sont: l'abside à cinq côtés suivant le système des églises froides en bois, les corniches dentelées, la décoration des fenêtres. En même temps on voit apparaître l'influence de la nouvelle école de Moscou, avec les doubles pilastres comme décoration des rebords de fenêtres.
À l'époque soviétique, en 1929, l'église non chauffée est fermée. En 1970 les bâtiments sont restaurés.

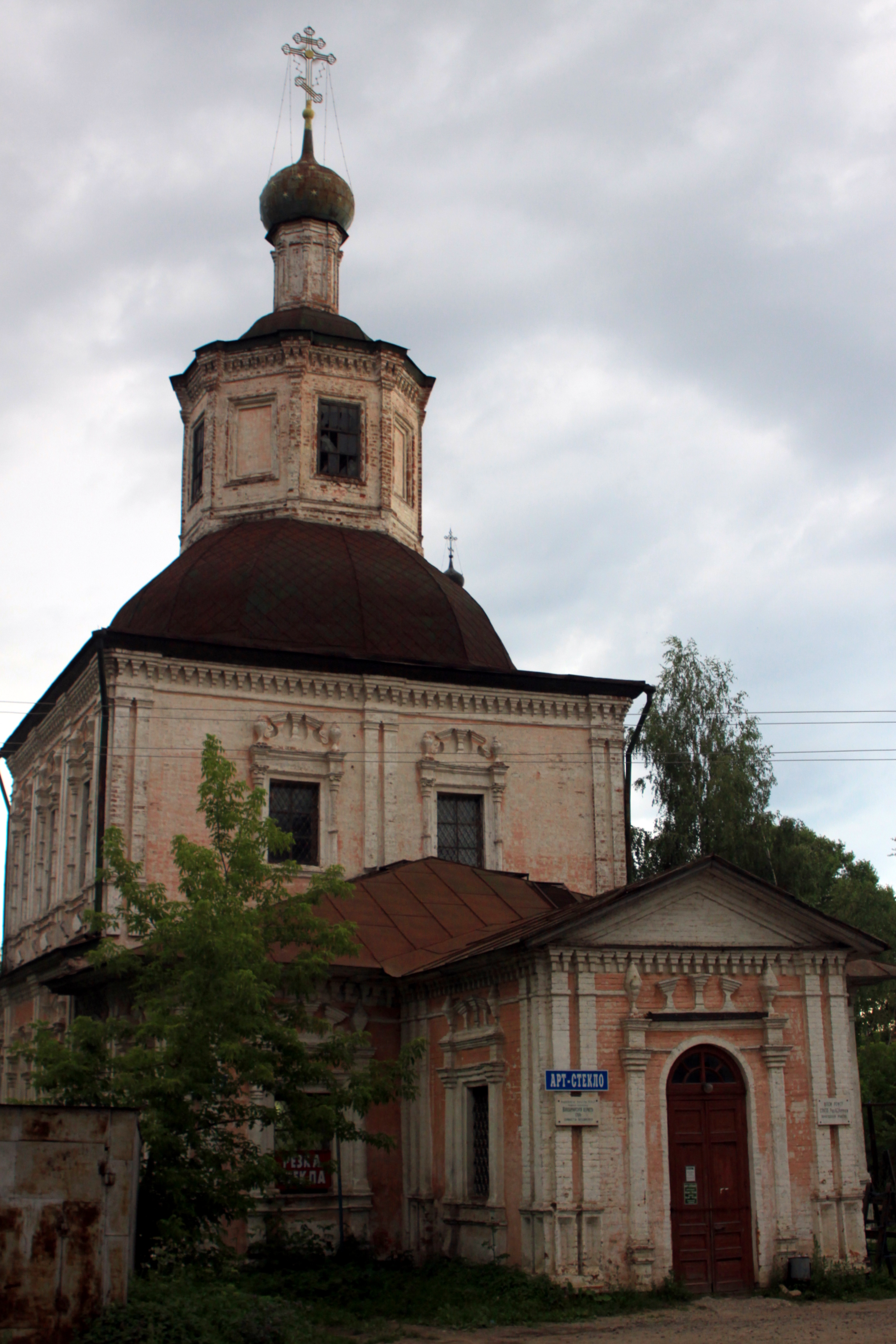
Église Vladimirski non chauffée vue de l'ouest.
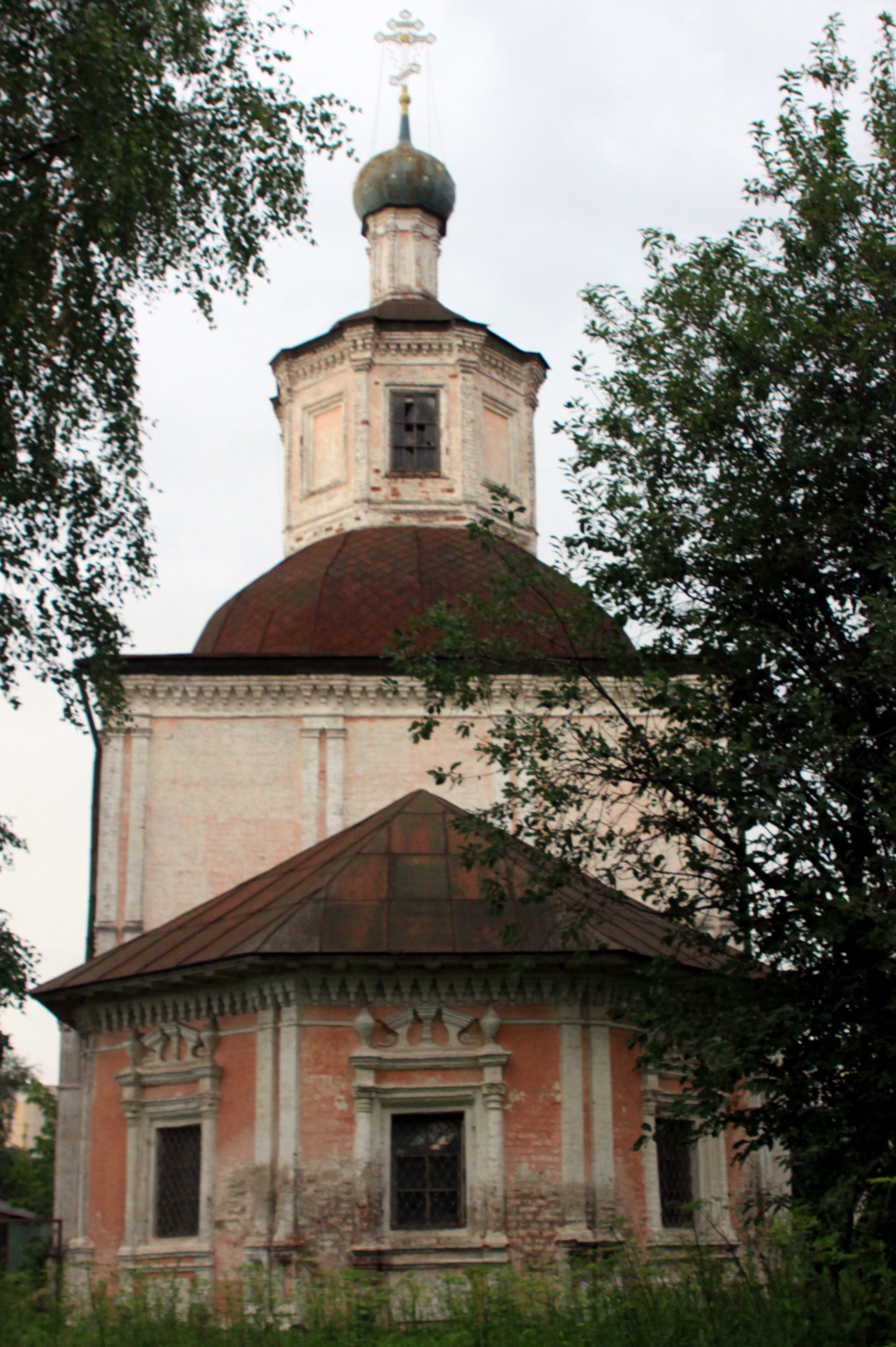
Église Vladimirski non chauffée, vue du côté est.
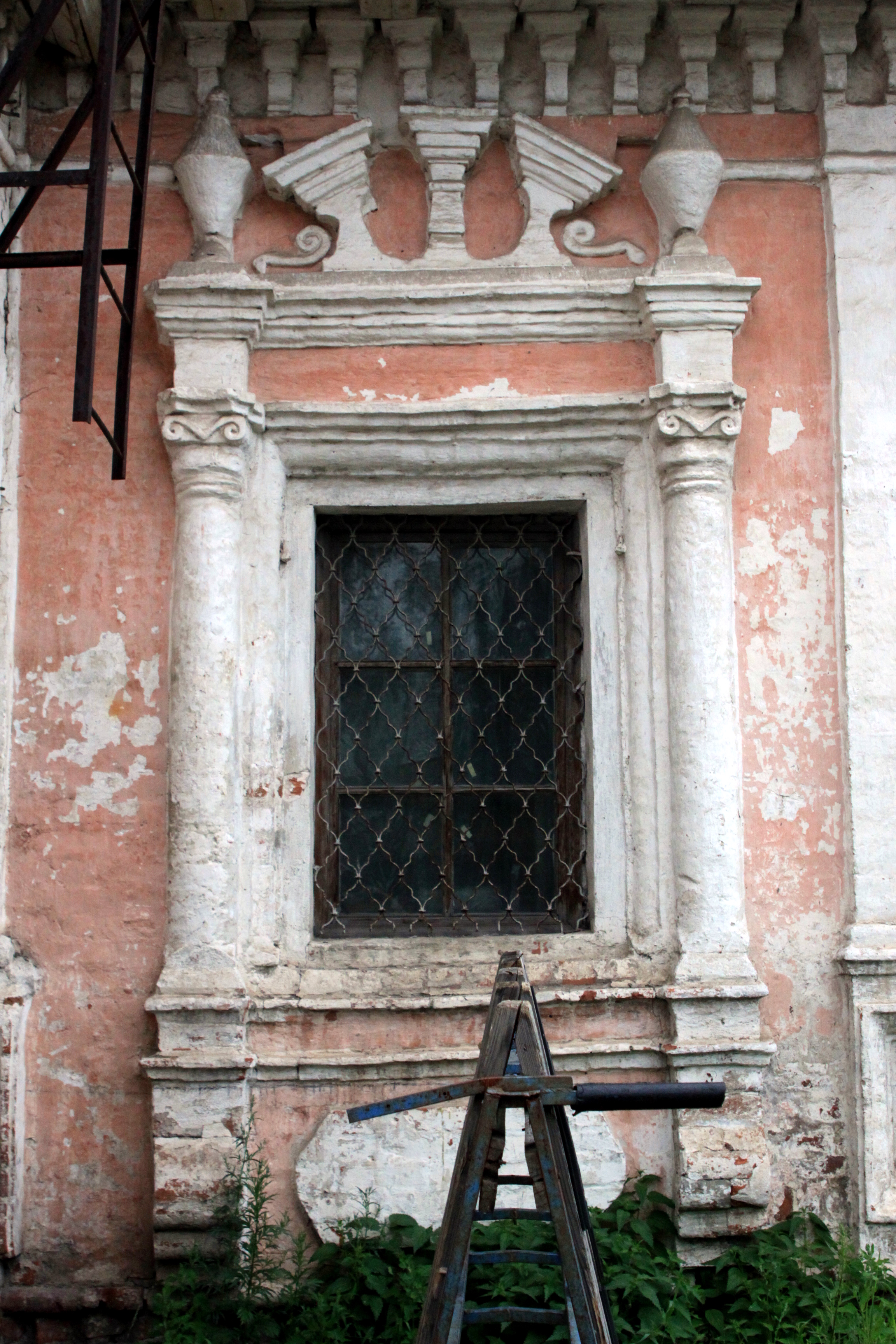
Fenêtre de l'église Vladimirski non chauffée : fronton brisé, corniche, demi-colonnes et cartouche.
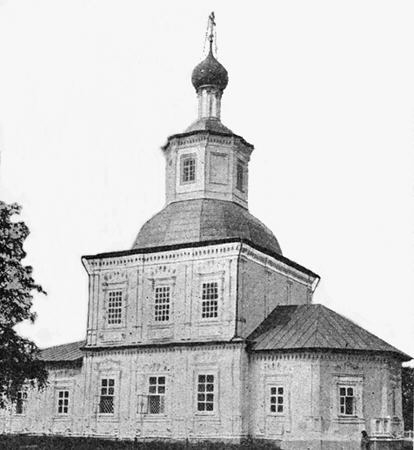
Église Vladimirski non chauffée vue du côté sud-est, photo 1914.

## Icônes et iconostase

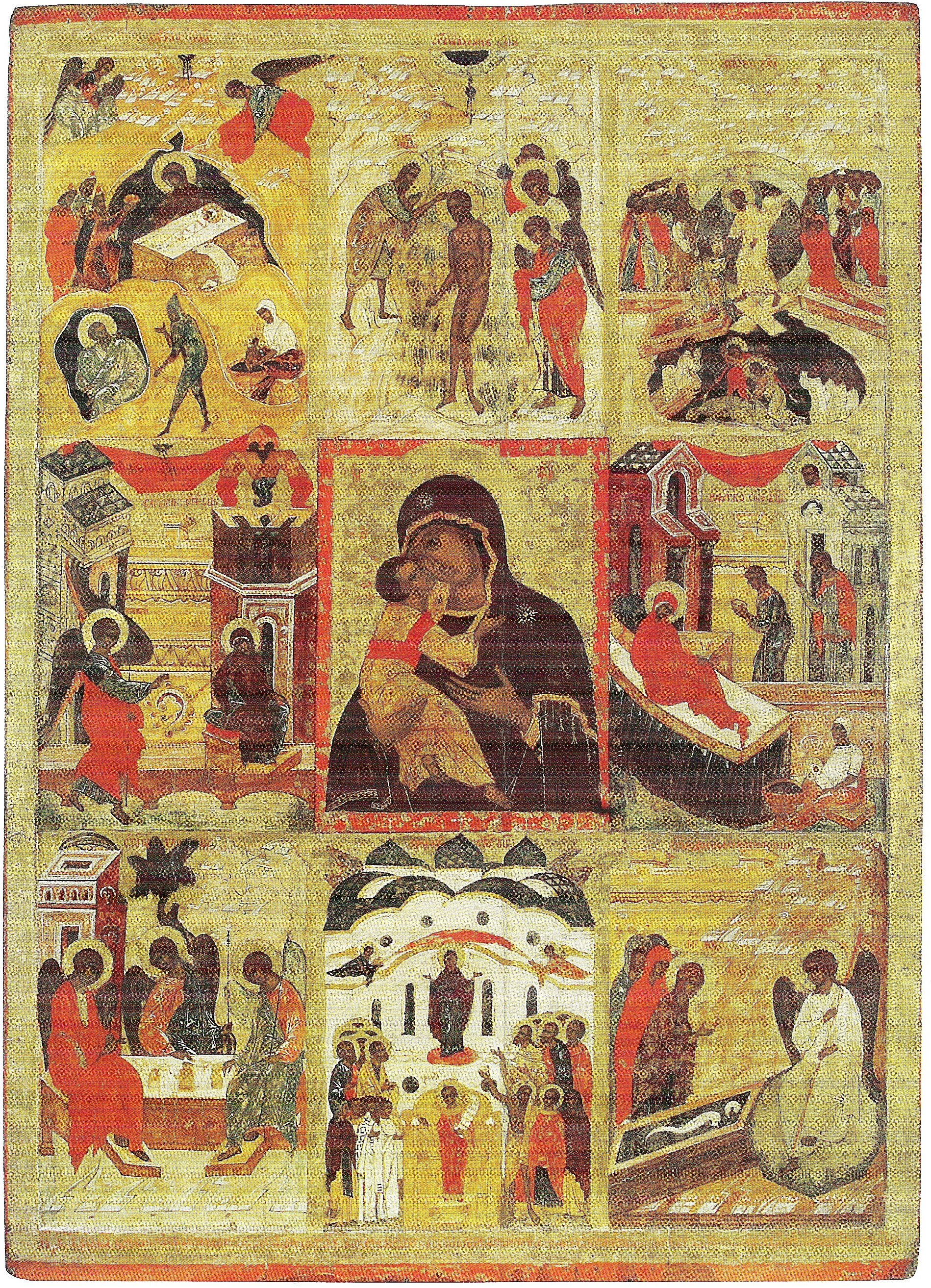
Notre-Dame de Vladimir avec ses fêtes. Icône de l'église Vladimirski non-chauffée. 1548/1549. Musée-réserve de l'État d'art et d'architecture de Vologda.
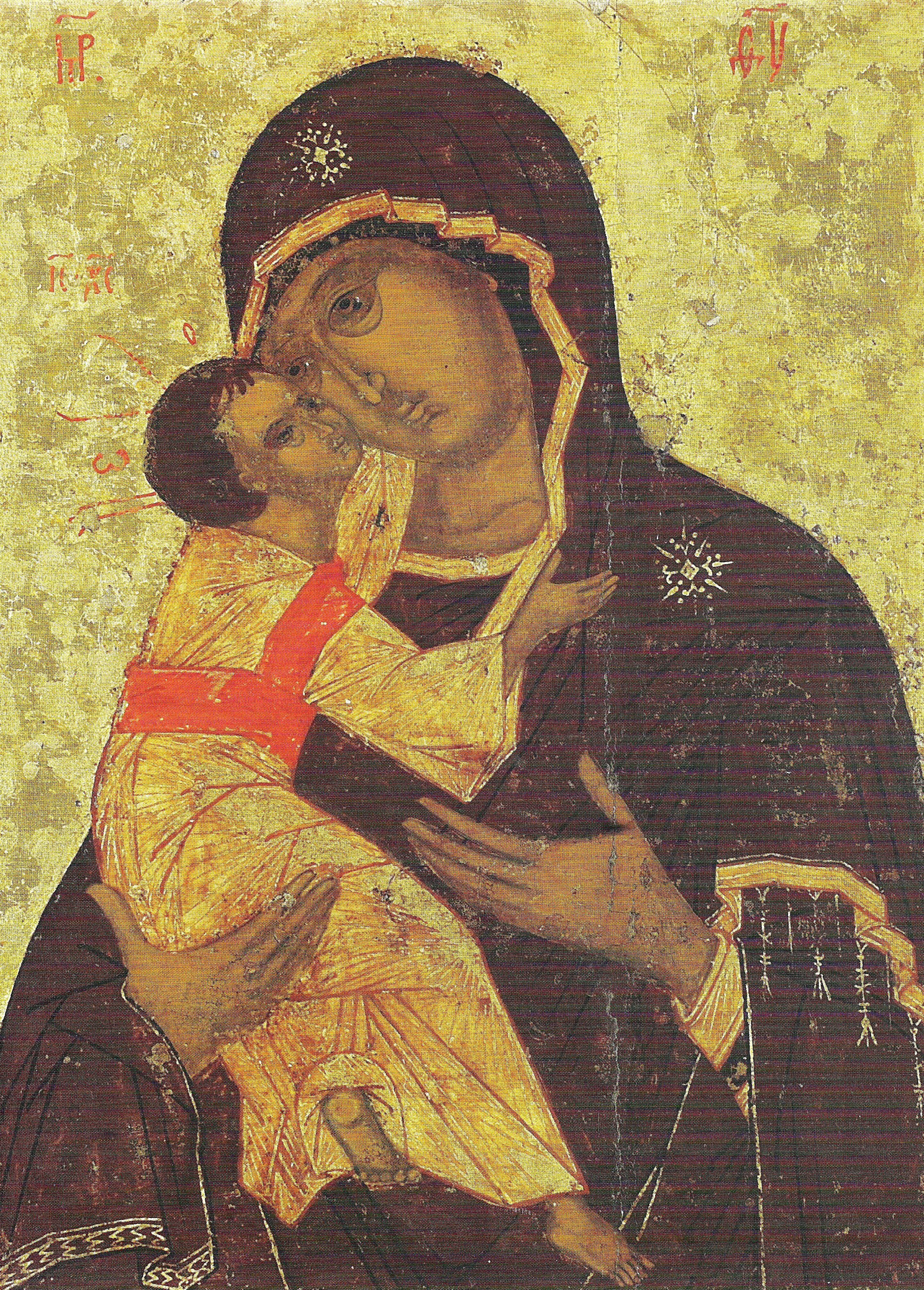
Notre-Dame de Vladimir avec ses fêtes (centre).
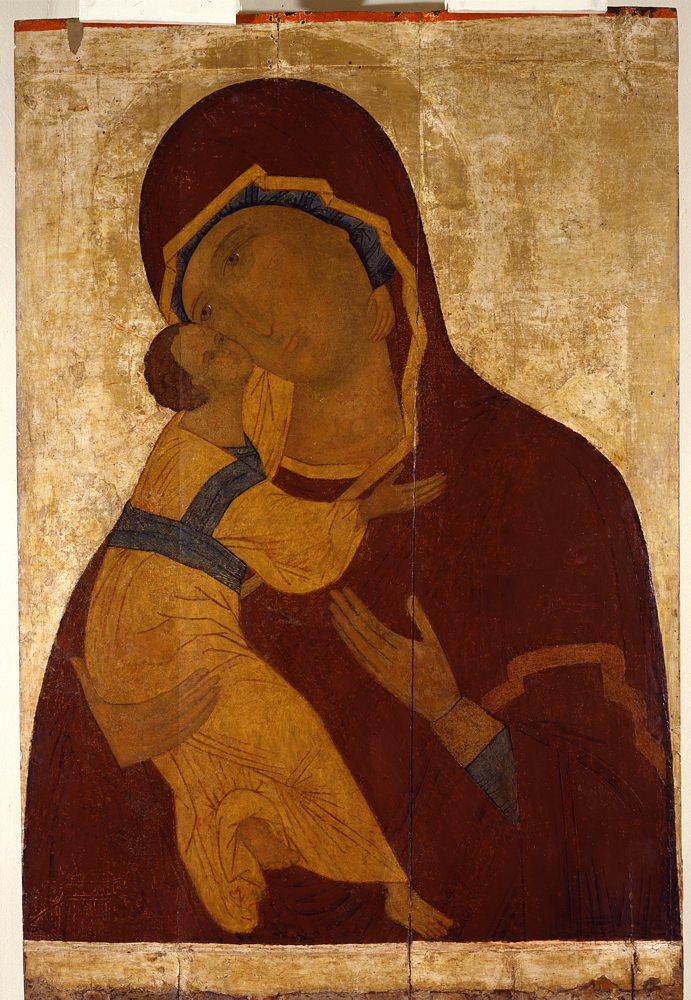
Notre-Dame de Vladimir. Icône de l'église chauffée (?) Début du XVIe siècle. Vologda. Musée-réserve de l'État d'art et d'architecture de Vologda.
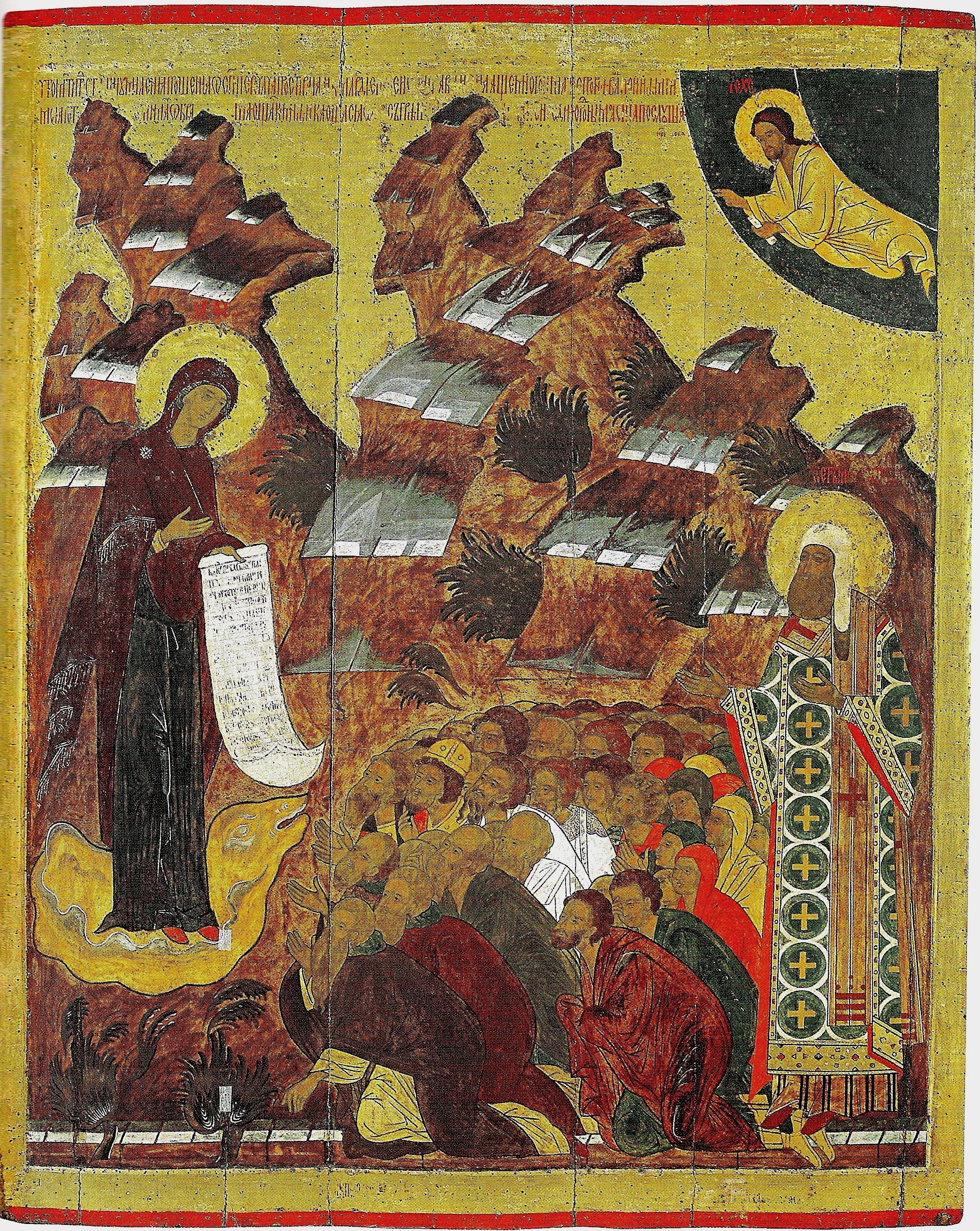
Notre-Dame de la prière pour le peuple, avec Pierre de Moscou (mitropolite de Kiev et de toutes les Russies. Premier quart - milieu du XVIe siècle. Vologda. Musée-réserve de l'État d'art et d'architecture de Vologda.